# Kasserine Sud
Kasserine Sud est une délégation tunisienne dépendant du gouvernorat de Kasserine.
En 2004, elle compte 21 139 habitants dont 10 597 hommes et 10 542 femmes répartis dans 3 916 ménages et 4 823 logements.